# Afeni Shakur
Afeni Shakur Davis (nata Alice Faye Williams) (Lumberton, 10 gennaio 1947 – Sausalito, 2 maggio 2016) è stata una politica e imprenditrice statunitense, attivista e membro del Black Panther Party. Shakur era la madre del rapper Tupac Shakur e l'esecutrice del suo testamento. Ha fondato la Tupac Amaru Shakur Foundation ed è stata anche CEO di Amaru Entertainment, Inc., una società di produzione discografica e cinematografica da lei fondata.

## Biografia

### I primi anni
Afeni Shakur è nata Alice Faye Williams il 10 gennaio 1947 a Lumberton, nella Carolina del Nord.  Aveva una sorella maggiore, Gloria "Glo" Jean. Ha avuto un inizio travagliato ed è cresciuta risentendosi di suo padre, un camionista che abusava di sua madre. All'età di undici anni, nel 1958, Williams e sua sorella si trasferirono nel South Bronx con la madre, un'operaia.
Williams ha frequentato la Benjamin Franklin Junior High School nel Bronx, dove ha dimostrato capacità di lettura superiori alla media. Ha scritto per il giornale della scuola, The Franklin Flash, e in terza media ha vinto un premio giornalistico per il quale ha ricevuto le congratulazioni dal sindaco Robert F. Wagner. Nel 1962, Williams superò gli esami di qualificazione per la Bronx High School of Science e la High School of Performing Arts di Manhattan.  Ha scelto quest'ultimo perché sentiva che gli artisti e gli attori erano di spirito libero. Tuttavia, Williams non poteva permettersi il materiale scolastico e si sentiva un'emarginata a scuola, quindi ha abbandonato dopo un semestre. Ha iniziato ad andare alla deriva ed è diventata membro di una banda di strada del Bronx chiamata Discepoli.
Ha svolto per breve tempo un lavoro postale, diventando una delle prime donne portalettere a New York.

### Attivismo
Dopo aver ascoltato Bobby Seale parlare, si unì al Black Panther Party quando aprirono un ufficio ad Harlem nel 1968. Lì incontrò Lumumba Shakur, un musulmano sunnita, che sposò nel novembre 1968. Dopo il matrimonio, ha cambiato il nome in Afeni Shakur.  Divenne capo sezione del partito ad Harlem e mentore di nuovi membri come Jamal Joseph.

### La pantera 21
Nell'aprile 1969, lei e altre venti Black Panthers furono arrestate e accusate di diversi capi d'accusa di cospirazione per bombardare stazioni di polizia e altri luoghi pubblici a New York. La cauzione fu fissata a 100.000 dollari (equivalenti a  738.929 dollari nel 2021) per ciascuno dei 21 sospettati. Le Black Panthers decisero di raccogliere prima i soldi della cauzione per Joseph e Shakur, in modo che i due potessero lavorare per aumentare la cauzione per gli 19 membri. Il processo preliminare iniziò nel febbraio 1970 e il processo vero e proprio iniziò l'8 settembre 1970. Le accuse mosse contro di lei e gli altri membri del Black Panther Party furono tentato omicidio, cospirazione per commettere omicidio, cospirazione per bombardare edifici e cospirazione. Shakur si è rappresentata al processo, intervistando diversi testimoni e argomentando in tribunale. Nella sua autobiografia, Shakur ha scritto: "Ero giovane. Ero arrogante. Ed ero brillante in tribunale... perché pensavo che questa fosse l'ultima volta che potevo parlare. L'ultima volta prima che mi rinchiudessero per sempre. Stavo scrivendo il mio necrologio". Le sue dichiarazioni e gli interrogatori degli infiltrati del governo durante il processo sono stati accreditati per aver contribuito a smascherare la corruzione dell'FBI e aver contribuito a salvare il "Panther 21". 
Una delle persone controinterrogate da Shakur era Ralph White, un "sospetto" che si era infatti infiltrato nelle Pantere Nere mentre lavorava come poliziotto sotto copertura. Shakur aveva ripetutamente denunciato White come poliziotto perché era "una testa calda... troppo arrogante per una pantera". White ha testimoniato che si trattava di una rappresaglia per aver rifiutato di assumerlo per lavorare nell'ufficio di Harlem Panther. Shakur ha convinto White ad ammettere sotto giuramento che lui e altri due agenti avevano organizzato la maggior parte delle attività illegali. "Gli ha chiesto se l'avesse mai vista portare una pistola o uccidere qualcuno o bombardare qualcosa e lui ha risposto di no, no, no. Poi ha chiesto se l'aveva vista organizzare i Panther in una scuola e in un ospedale e sulle strade e lui ha risposto, sì, sì, sì". 
Lei e gli altri componenti del "Panther 21" furono assolti nel maggio 1971 dopo un processo di otto mesi. Complessivamente, Afeni Shakur ha trascorso due anni nella casa di detenzione femminile di New York prima di essere assolta. Mentre si trovava nella casa di detenzione, dice Shakur, "ha iniziato a relazionarsi con le sorelle gay in prigione cominciando a capire la loro oppressione, la loro rabbia e la forza in loro e in tutte le persone gay". Dopo essere stata rilasciata, ha partecipato a un seminario organizzato dal Fronte di liberazione gay alla Convenzione costituzionale del popolo rivoluzionario nel 1970, e ha continuato a combattere l'omofobia nelle Pantere nere.